# Матчи мужской сборной России по волейболу 2018
В 2018 году сборная России под руководством Сергея Шляпникова стала победителем первого в истории турнира Лиги наций и заняла 6-е место на чемпионате мира.

## Хроника сезона
Подготовку к новому сезону сборная России начала 3 мая в Новогорске и перед стартом в Лиге наций, заменившей в международном календаре Мировую лигу, провела два контрольных матча со сборной Болгарии.
В заявку на Лигу наций главный тренер Сергей Шляпников включил 21 игрока из 10 команд Суперлиги, из которых лишь четверо — доигровщики Дмитрий Волков и Егор Клюка, блокирующий Илья Власов и либеро Роман Мартынюк — выступали на прошлогоднем победном чемпионате Европы. Как и было запланировано, Лигу наций полностью пропустили связующие Сергей Гранкин и Александр Бутько, которых заменили Игорь Кобзарь и Дмитрий Ковалёв, а блокирующий Артём Вольвич и диагональный Максим Михайлов присоединились к сборной только перед финальным этапом. Впервые после Мировой лиги-2016 получили вызов в национальную команду блокирующий Дмитрий Мусэрский и доигровщик Александр Маркин, а либеро Александр Соколов провёл первый турнир после триумфальных Олимпийских игр в Лондоне-2012. Дебютировали в сборной России диагональный Романас Шкулявичус, доигровщик Антон Карпухов, либеро Алексей Кабешов и блокирующий Игорь Филиппов.
В Лиге наций команда Сергея Шляпникова имела довольно удачный календарь, сыграв все свои матчи в Европе, но из-за череды травм имела кадровые проблемы во всех линиях. Травмы не позволили выступить на турнире доигровщику Ярославу Подлесных, блокирующему Иналу Тавасиеву и связующему Павлу Панкову, а после первых игр в лазарет угодили Александр Маркин, Роман Мартынюк и диагональный Виктор Полетаев. Тем не менее в 9 матчах со старта турнира сборная России одержала 6 побед (по две за каждый тур), уступив только топ-соперникам — Польше, Сербии и Бразилии. К четвёртому игровому уик-энду к команде присоединился её новый капитан Дмитрий Волков, восстановившийся после тяжёлой ангины, но из-за травмы Константина Бакуна в распоряжении Сергея Шляпникова остался только один диагональный (Романас Шкулявичус) и 12 человек во всей заявке. Тем не менее благодаря яркой игре всех крайних нападающих, эффективного первого темпа в лице Дмитрия Мусэрского и Ильи Власова, удачным выходам на замену связующего Дмитрия Ковалёва, россияне одержали в Людвигсбурге три победы и поднялись на третью строчку в турнирной таблице. Победой в первом матче заключительного тура в Модене над итальянцами сборная России обеспечила себе выход в «Финал шести».
«Финал шести» Лиги наций проходил во французском городе Вильнёв-д’Аск на футбольном стадионе «Пьер Моруа». Сборная России преодолела все трудности, с которыми сталкивалась в начале турнира и подошла к решающим матчам в отличном функциональном состоянии, а возвращение Артёма Вольвича и Максима Михайлова, перевод в стартовый состав Дмитрия Ковалёва сделали игру команды полностью сбалансированной. Победа над сборной Польши в стартовом матче «Финала шести» открыла команде путь в полуфинал независимо от исхода матча со вторым соперником по группе — сборной США. В полуфинале сборная России со счётом 3:0 взяла верх над бразильцами, которых не обыгрывала с 23 ноября 2013 года. Ни в одной из партий этого матча чемпионы Олимпийских игр-2016, ослабленные потерей трёх основных доигровщиков, не смогли набрать больше 18 очков.
В финальном матче сборная России встречалась с командой Франции. В первой партии подопечные Сергея Шляпникова переигрывали соперника в атаке и на блоке, оформив весомое преимущество — 18:11. Усилиями Эрвина Нгапета и Кевина Ле Ру, выполнивших несколько мощных подач, хозяевам удалось в концовке сократить отставание до трёх очков, но благодаря уверенной игре Максима Михайлова на решающих мячах (всего за сет он реализовал 8 из 9 атак), партия завершилась в пользу России — 25:22. Похожий сценарий был и во втором сете: лидируя со счётом 15:7, россияне почти позволили сопернику себя догнать (21:20), однако после двух подряд атак Егора Клюки из непростых ситуаций, блока Дмитрия Мусэрского и эйса Дмитрия Ковалёва довели и эту партию до победы — 25:20. На протяжении третьего сета французы постоянно вели в 2—3 очка. При счёте 22:20 в их пользу два очка подряд — обманным ударом и эйсом — заработал Мусэрский, а вскоре Дмитрий Волков принёс команде матчбол — 24:23. Победную точку на подаче Максима Михайлова поставил Ковалёв, закрывший французскую атаку блоком — 25:23. Так сборная России стала первым в истории победителем Лиги наций. Приз MVP турнира достался Михайлову, который в финальном матче реализовал 14 из 19 атак (74 %), а также заработал 2 очка на блоке и 3 с подачи. В символическую сборную организаторы включили Волкова и Мусэрского.
В августе в рамках подготовки к чемпионату мира в Италии сборная России сыграла два контрольных матча со сборной Болгарии в Варне и выступила на Мемориале Хуберта Вагнера в Кракове. После Лиги наций в состав команды добавились либеро Алексей Вербов, заменивший травмированного Алексея Кабешова, блокирующий Ильяс Куркаев, доигровщики Юрий Бережко и Алексей Родичев, а наиболее заметной стала полная замена связующих: вместо выступавших в Лиге наций Игоря Кобзаря и Дмитрия Ковалёва на чемпионат мира отправились Сергей Гранкин и Александр Бутько.
Сборная России сложно входила в чемпионат мира, проиграв на первом групповом этапе оба принципиальных матча — с США и Сербией, однако на втором этапе, уже не имея права на осечку, поочередно обыграла Нидерланды, Италию и Финляндию и вышла в «Финал шести», где её соперниками за выход в полуфинал стали Бразилия и вновь США. В матче с бразильцами россияне вели 2:0 по сетам, но, начиная с третьей партии, во многом благодаря замене основного связующего Бруно на Уильяма, южноамериканская команда перехватила инициативу и довела матч до победы — 3:2. В решающем матче против США сборная России сразу столкнулась с проблемами в атаке: в первом сете подопечные Шляпникова реализовали лишь 33 % атак, набрав в этом компоненте на 10 очков меньше соперника. На вторую партию Шляпников перевёл Максима Михайлова в доигровку, выпустил в диагональ Виктора Полетаева и отправил в запас не набравшего ни одного очка Дмитрия Волкова. Эти меры позволили команде добавить в нападении, однако стабильности в игре команды по-прежнему не было и после второго технического перерыва американцы смогли уйти в отрыв. В третьей партии россиянам удалось ликвидировать отставание в четыре мяча (12:16 — 20:20), но перелома в игре не наступило — 0:3. Итогом выступления сборной России на чемпионате мира стало 6-е место.

## Статистика матчей
В 2018 году сборная России провела 29 матчей, из которых 21 выиграла.
| № 1 (660) | 25 мая. Катовице. Россия — Канада — 3:0 (26:24, 25:14, 25:19). Лига наций. Предварительный раунд                       |
| Россия: Игорь Кобзарь — 4 (1, 2, 1), Константин Бакун — 11 (10, 0, 1), Антон Карпухов — 7 (4, 3, 0), Егор Клюка — 16 (14, 2, 0), Илья Власов — 8 (5, 3, 0), Дмитрий Мусэрский — 15 (10, 3, 2), Роман Мартынюк (л), Александр Соколов (л), Игорь Филиппов. Канада: Тайлер Сандерс, Брэдли Гюнтер — 15 (15, 0, 0), Джейсон Дерокко — 7 (7, 0, 0), Стивен Маар — 5 (4, 0, 1), Янсен Даниэль ван Дорн — 3 (2, 1, 0), Грэм Виграсс — 5 (5, 0, 0), Блэр Банн (л), Бретт Уолш, Стивен Маршалл — 6 (6, 0, 0), Лукас ван Беркель, Артур Шварц — 2 (2, 0, 0), Николас Хоаг, Райан Склейтер — 3 (2, 1, 0). Очки — 76:57 (атака — 44:43, блок — 13:2, подача — 4:1, ошибки соперника — 15:11). Время матча — 1:28. Spodek. 5775 зрителей. Отчёт. | |
| № 2 (661) | 26 мая. Краков. Польша — Россия — 3:0 (25:15, 25:23, 25:23). Лига наций. Предварительный раунд                         |
| Польша: Гжегож Ломач — 1 (0, 0, 1), Лукаш Качмарек — 18 (13, 4, 1), Михал Кубяк — 20 (14, 4, 2), Бартош Беднож — 6 (6, 0, 0), Пётр Новаковский — 4 (2, 2, 0), Бартломей Леманьский — 4 (0, 1, 3), Павел Заторский (л), Артур Шальпук — 3 (3, 0, 0), Фабьян Джизга, Дамьян Шульц — 1 (1, 0, 0), Александр Сливка. Россия: Игорь Кобзарь, Константин Бакун — 1 (1, 0, 0), Антон Карпухов — 1 (1, 0, 0), Егор Клюка — 6 (4, 2, 0), Илья Власов — 2 (2, 0, 0), Дмитрий Мусэрский — 17 (14, 0, 3), Роман Мартынюк (л), Александр Соколов (л), Александр Маркин — 7 (5, 1, 1), Игорь Филиппов — 1 (0, 1, 0), Романас Шкулявичус — 9 (7, 2, 0). Очки — 75:61 (атака — 39:34, блок — 11:6, подача — 7:4, ошибки соперника — 18:17). Время матча — 1:29. Tauron Arena. 10 889 зрителей. Отчёт.                                                                       | |
| № 3 (662) | 27 мая. Краков. Республика Корея — Россия — 0:3 (26:28, 21:25, 15:25). Лига наций. Предварительный раунд               |
| Республика Корея: Ли Мин Гю — 2 (2, 0, 0), Со Чжэ Док — 16 (13, 1, 2), Чон Чжи Сок — 7 (6, 0, 1), Чон Кван Ин — 6 (6, 0, 0), Ким Кю Мин — 2 (1, 1, 0), Ким Чжэ Хви — 6 (5, 1, 0), Квак Дон Хёк (л), Чжон Мин Су (л), Хван Тхэ Кёй — 1 (0, 1, 0), Сон Хи Чхэ, Мун Сун Мин — 1 (1, 0, 0), На Чжон Бок — 1 (1, 0, 0). Россия: Игорь Кобзарь — 1 (0, 1, 0), Константин Бакун — 11 (8, 1, 2), Антон Карпухов — 9 (6, 3, 0), Егор Клюка — 12 (8, 1, 3), Игорь Филиппов, Дмитрий Мусэрский — 12 (6, 5, 1), Александр Соколов (л), Илья Власов — 9 (8, 1, 0). Очки — 62:78 (атака — 35:36, блок — 4:12, подача — 3:6, ошибки соперника — 20:24). Время матча — 1:22. Tauron Arena. 6735 зрителей. Отчёт. | |
| № 4 (663) | 1 июня. София. Австралия — Россия — 1:3 (18:25, 19:25, 25:18, 22:25). Лига наций. Предварительный раунд                |
| Австралия: Харрисон Пикок, Линкольн Уильямс — 23 (17, 0, 6), Пол Сандерсон — 9 (8, 0, 1), Джордан Ричардс — 10 (9, 0, 1), Бо Грэм — 6 (4, 2, 0), Трент О’Ди — 5 (5, 0, 0), Люк Перри (л), Макс Стейплс — 1 (1, 0, 0), Аршдип Досанж — 4 (2, 2, 0). Россия: Игорь Кобзарь — 3 (0, 3, 0), Константин Бакун — 7 (7, 0, 0), Антон Карпухов — 7 (5, 2, 0), Егор Клюка — 20 (16, 2, 2), Игорь Филиппов — 3 (2, 1, 0), Дмитрий Мусэрский — 10 (8, 1, 1), Александр Соколов (л), Алексей Кабешов (л), Илья Власов — 5 (3, 2, 0), Александр Маркин — 2 (2, 0, 0), Романас Шкулявичус — 1 (1, 0, 0). Очки — 84:93 (атака — 46:44, блок — 4:11, подача — 8:3, ошибки соперника — 26:35). Время матча — 1:51. «Армеец». 1100 зрителей. Отчёт. | |
| № 5 (664) | 2 июня. София. Россия — Сербия — 2:3 (25:20, 23:25, 23:25, 25:22, 12:15). Лига наций. Предварительный раунд            |
| Россия: Игорь Кобзарь — 2 (0, 2, 0), Константин Бакун — 17 (16, 0, 1), Антон Карпухов — 6 (5, 1, 0), Егор Клюка — 20 (19, 1, 0), Илья Власов — 9 (5, 3, 1), Дмитрий Мусэрский — 27 (20, 6, 1), Александр Соколов (л), Алексей Кабешов (л), Игорь Филиппов, Александр Маркин. Сербия: Никола Йовович — 3 (0, 3, 0), Дражен Лубурич — 32 (30, 1, 1), Урош Ковачевич — 5 (5, 0, 0), Марко Ивович — 13 (11, 0, 2), Петр Крсманович — 5 (3, 2, 0), Сречко Лисинац — 12 (8, 2, 2), Невен Майсторович (л), Александар Околич, Милан Катич — 7 (7, 0, 0), Душан Петкович, Иван Костич. Очки — 108:107 (атака — 65:64, блок — 13:8, подача — 3:5, ошибки соперника — 27:30). Время матча — 2:16. «Армеец». 1050 зрителей. Отчёт. | |
| № 6 (665) | 3 июня. София. Болгария — Россия — 0:3 (17:25, 15:25, 21:25). Лига наций. Предварительный раунд                        |
| Болгария: Георгий Сеганов, Николай Учиков — 10 (8, 2, 0), Тодор Скримов — 5 (4, 0, 1), Валентин Братоев — 5 (5, 0, 0), Виктор Йосифов — 5 (2, 3, 0), Алекс Грозданов, Теодор Салпаров (л), Николай Пенчев — 1 (1, 0, 0), Светослав Гоцев — 5 (3, 1, 1), Розалин Пенчев — 3 (2, 0, 1), Илья Петков. Россия: Игорь Кобзарь — 2 (0, 0, 2), Константин Бакун — 9 (6, 2, 1), Антон Карпухов — 9 (6, 3, 0), Егор Клюка — 16 (14, 1, 1), Илья Власов — 5 (4, 1, 0), Дмитрий Мусэрский — 13 (10, 1, 2), Алексей Кабешов (л), Игорь Филиппов — 1 (0, 0, 1). Очки — 53:75 (атака — 25:40, блок — 6:8, подача — 3:7, ошибки соперника — 19:20). Время матча — 1:20. «Армеец». 5000 зрителей. Отчёт. | |
| № 7 (666) | 8 июня. Уфа. Россия — Бразилия — 1:3 (21:25, 20:25, 27:25, 18:25). Лига наций. Предварительный раунд                   |
| Россия: Игорь Кобзарь — 3 (1, 1, 1), Константин Бакун — 20 (17, 2, 1), Антон Карпухов — 9 (6, 2, 1), Егор Клюка — 11 (10, 1, 0), Илья Власов — 7 (3, 4, 0), Дмитрий Мусэрский — 10 (9, 0, 1), Алексей Кабешов (л), Александр Соколов (л), Игорь Филиппов, Романас Шкулявичус — 1 (1, 0, 0), Дмитрий Ковалёв. Бразилия: Бруно — 3 (0, 2, 1), Уоллес — 21 (18, 1, 2), Дуглас — 13 (10, 2, 1), Маурисио Боржес — 18 (13, 1, 4), Исак — 11 (8, 2, 1), Лукас — 9 (6, 1, 2), Талес (л), Маурисио Соуза, Уильям, Алан — 1 (1, 0, 0), Отавио. Очки — 86:100 (атака — 47:56, блок — 10:9, подача — 4:11, ошибки соперника — 25:24). Время матча — 1:56. «Уфа-Арена». 8006 зрителей. Отчёт. | |
| № 8 (667) | 9 июня. Уфа. Россия — Китай — 3:0 (25:23, 25:23, 31:29). Лига наций. Предварительный раунд                             |
| Россия: Игорь Кобзарь — 2 (0, 1, 1), Романас Шкулявичус — 11 (9, 1, 1), Антон Карпухов — 21 (15, 4, 2), Егор Клюка — 14 (13, 1, 0), Илья Власов — 4 (3, 1, 0), Дмитрий Мусэрский — 5 (4, 1, 0), Алексей Кабешов (л), Александр Соколов (л), Дмитрий Ковалёв, Игорь Филиппов — 4 (3, 1, 0). Китай: Мао Тяньи — 2 (0, 1, 1), Цзян Чуань — 12 (10, 2, 0), Чжан Цзинъинь — 13 (9, 2, 2), Ду Хайсян — 10 (9, 1, 0), Чэнь Лунхай — 4 (4, 0, 0), Жао Шухань — 9 (6, 3, 0), Тун Цзяхуа (л), Мяо Жуаньтун. Очки — 81:75 (атака — 47:38, блок — 10:9, подача — 4:3, ошибки соперника — 20:25). Время матча — 1:36. «Уфа-Арена». 6054 зрителя. Отчёт. | |
| № 9 (668) | 10 июня. Уфа. Россия — Иран — 3:1 (28:30, 25:23, 27:25, 25:21). Лига наций. Предварительный раунд                      |
| Россия: Игорь Кобзарь — 2 (1, 0, 1), Константин Бакун — 15 (13, 1, 1), Антон Карпухов — 13 (8, 2, 3), Егор Клюка — 15 (10, 3, 2), Игорь Филиппов — 3 (2, 1, 0), Дмитрий Мусэрский — 24 (23, 0, 1), Алексей Кабешов (л), Дмитрий Ковалёв, Илья Власов — 7 (3, 4, 0), Романас Шкулявичус — 1 (1, 0, 0). Иран: Саид Маруф — 3 (2, 0, 1), Амир Гафур — 14 (13, 1, 0), Милад Эбадипур — 17 (16, 1, 0), Фархад Гаеми — 6 (5, 1, 0), Саман Фаези — 10 (8, 2, 0), Али Шафиеи — 18 (13, 2, 3), Махди Маранди (л), Мохаммадреза Хазратпур (л), Мойтаба Мирзаянпур, Масуд Голами, Амир Туктех — 1 (1, 0, 0), Сабер Каземи, Мортеза Шарифи. Очки — 105:99 (атака — 61:58, блок — 11:7, подача — 8:4, ошибки соперника — 25:30). Время матча — 2:00. «Уфа-Арена». 6016 зрителей. Отчёт.                                                                                  | |
| № 10 (669) | 15 июня. Людвигсбург. Россия — Аргентина — 3:0 (25:20, 25:20, 26:24). Лига наций. Предварительный раунд                |
| Россия: Игорь Кобзарь — 1 (1, 0, 0), Романас Шкулявичус — 3 (1, 2, 0), Дмитрий Волков — 14 (13, 1, 0), Егор Клюка — 12 (10, 2, 0), Илья Власов — 11 (9, 2, 0), Дмитрий Мусэрский — 11 (10, 1, 0), Алексей Кабешов (л), Игорь Филиппов, Дмитрий Ковалёв, Антон Карпухов. Аргентина: Максимильяно Каванна, Бруно Лима — 4 (4, 0, 0), Кристиан Поглаен — 12 (11, 1, 0), Томас Лопес — 3 (3, 0, 0), Агустин Лосер — 8 (6, 2, 0), Себастьян Соле — 7 (5, 2, 0), Сантьяго Данани (л), Франко Массимино (л), Мартин Рамос — 13 (12, 0, 1), Матиас Санчес, Лисандро Занотти. Очки — 76:64 (атака — 44:44, блок — 8:5, подача — 0:1, ошибки соперника — 24:14). Время матча — 1:26. MHP Arena. 1018 зрителей. Отчёт. | |
| № 11 (670) | 16 июня. Людвигсбург. Россия — Япония — 3:0 (25:16, 25:22, 25:23). Лига наций. Предварительный раунд                   |
| Россия: Игорь Кобзарь — 1 (0, 1, 0), Романас Шкулявичус — 9 (7, 2, 0), Антон Карпухов — 10 (8, 2, 0), Егор Клюка — 7 (3, 1, 3), Илья Власов — 7 (6, 1, 0), Дмитрий Мусэрский — 18 (16, 2, 0), Алексей Кабешов (л), Дмитрий Ковалёв, Дмитрий Волков — 5 (4, 1, 0), Игорь Филиппов. Япония: Наонобу Фудзии — 2 (2, 0, 0), Иссэи Отакэ — 15 (15, 0, 0), Такуя Такамацу — 6 (4, 0, 2), Хироаки Асано — 8 (8, 0, 0), Кэнтаро Такахаси — 6 (4, 1, 1), Ямато Фусими — 5 (4, 1, 0), Риюта Хомма (л), Тацуя Фукудзава — 2 (2, 0, 0), Масахиро Янагида, Хаку Ри, Масахиро Сэкита, Акихиро Ямаути. Очки — 75:61 (атака — 44:40, блок — 10:2, подача — 3:3, ошибки соперника — 18:16). Время матча — 1:31. MHP Arena. 1473 зрителя. Отчёт. | |
| № 12 (671) | 17 июня. Людвигсбург. Германия — Россия — 0:3 (18:25, 24:26, 18:25). Лига наций. Предварительный раунд                 |
| Германия: Лукас Кампа — 4 (0, 2, 2), Симон Хирш — 9 (8, 1, 0), Кристиан Фромм — 9 (8, 0, 1), Давид Зоссенхаймер — 2 (1, 0, 1), Тобиас Крик — 5 (4, 1, 0), Маркус Бёме — 3 (2, 0, 1), Юлиан Ценгер (л), Мориц Райхерт — 5 (3, 1, 1), Рубен Шотт. Россия: Игорь Кобзарь, Романас Шкулявичус — 15 (10, 3, 2), Дмитрий Волков — 10 (8, 1, 1), Егор Клюка — 7 (6, 0, 1), Илья Власов — 7 (5, 2, 0), Дмитрий Мусэрский — 11 (7, 4, 0), Алексей Кабешов (л), Дмитрий Ковалёв — 2 (0, 2, 0), Игорь Филиппов. Очки — 60:76 (атака — 26:36, блок — 5:12, подача — 6:4, ошибки соперника — 23:24). Время матча — 1:27. MHP Arena. 2075 зрителей. Отчёт. | |
| № 13 (672) | 22 июня. Модена. Италия — Россия — 0:3 (21:25, 22:25, 20:25). Лига наций. Предварительный раунд                        |
| Италия: Симоне Джаннелли — 4 (2, 1, 1), Иван Зайцев — 15 (13, 1, 1), Филиппо Ланца — 10 (9, 0, 1), Габриэле Маруотти — 10 (9, 1, 0), Энрико Честер — 1 (1, 0, 0), Симоне Анцани — 4 (4, 0, 0), Массимо Колачи (л), Симоне Пароди — 2 (1, 0, 1), Даниэле Маццоне — 4 (3, 1, 0). Россия: Дмитрий Ковалёв — 3 (1, 1, 1), Виктор Полетаев — 10 (8, 1, 1), Дмитрий Волков — 7 (6, 0, 1), Егор Клюка — 12 (11, 1, 0), Илья Власов — 5 (2, 3, 0), Игорь Филиппов — 2 (1, 0, 1), Алексей Кабешов (л), Александр Соколов (л), Дмитрий Мусэрский — 12 (9, 1, 2), Антон Карпухов — 2 (2, 0, 0), Игорь Кобзарь. Очки — 63:75 (атака — 42:40, блок — 4:7, подача — 4:6, ошибки соперника — 13:22). Время матча — 1:56. Pala Panini. 4400 зрителей. Отчёт. | |
| № 14 (673) | 23 июня. Модена. США — Россия — 0:3 (23:25, 15:25, 23:25). Лига наций. Предварительный раунд                           |
| США: Кавика Шоджи, Кайл Энсайн — 16 (13, 1, 2), Тори Дефалько — 8 (7, 0, 1), Джейк Ланглуа — 10 (9, 0, 1), Джеффри Джендрик — 5 (4, 1, 0), Максвелл Холт — 7 (5, 2, 0), Дастин Уоттен (л), Бренден Сандер. Россия: Игорь Кобзарь — 1 (1, 0, 0), Виктор Полетаев — 12 (10, 0, 2), Дмитрий Волков — 15 (11, 0, 4), Егор Клюка — 11 (10, 1, 0), Илья Власов — 5 (5, 0, 0), Игорь Филиппов — 10 (3, 1, 6), Алексей Кабешов (л), Дмитрий Ковалёв — 3 (1, 1, 1). Очки — 61:75 (атака — 38:41, блок — 4:3, подача — 4:13, ошибки соперника — 15:18). Время матча — 1:30. Pala Panini. 4400 зрителей. Отчёт. | |
| № 15 (674) | 24 июня. Модена. Франция — Россия — 3:0 (25:20, 25:13, 25:18). Лига наций. Предварительный раунд                       |
| Франция: Бенжамен Тоньютти — 2 (1, 1, 0), Стефан Буайе — 12 (9, 3, 0), Кевин Тийи — 6 (5, 1, 0), Эрвин Нгапет — 14 (11, 1, 2), Кевин Ле Ру — 11 (4, 4, 3), Николя Ле Гофф — 4 (4, 0, 0), Женя Гребенников (л), Жюльен Линель — 2 (2, 0, 0), Антуан Бризар. Россия: Дмитрий Ковалёв — 3 (2, 1, 0), Романас Шкулявичус — 11 (9, 2, 0), Антон Карпухов — 8 (8, 0, 0), Дмитрий Волков — 4 (1, 2, 1), Илья Власов — 5 (5, 0, 0), Игорь Филиппов — 6 (3, 3, 0), Александр Соколов (л), Алексей Кабешов (л), Игорь Кобзарь, Виктор Полетаев — 2 (1, 1, 0), Егор Клюка. Очки — 75:51 (атака — 36:29, блок — 10:9, подача — 5:1, ошибки соперника — 24:12). Время матча — 1:19. Pala Panini. 4500 зрителей. Отчёт. | |
| № 16 (675) | 4 июля. Вильнёв-д’Аск. Россия — Польша — 3:1 (25:18, 25:23, 22:25, 25:17). Лига наций. Финальный раунд                 |
| Россия: Дмитрий Ковалёв — 5 (2, 2, 1), Максим Михайлов — 16 (16, 0, 0), Дмитрий Волков — 17 (11, 3, 3), Егор Клюка — 14 (7, 5, 2), Артём Вольвич — 8 (6, 0, 2), Дмитрий Мусэрский — 13 (10, 2, 1), Александр Соколов (л), Алексей Кабешов (л), Игорь Кобзарь, Виктор Полетаев — 1 (1, 0, 0). Польша: Гжегож Ломач — 1 (0, 1, 0), Бартош Курек — 22 (21, 1, 0), Александр Сливка — 5 (3, 1, 1), Бартош Кволек — 1 (1, 0, 0), Матеуш Бенек — 1 (1, 0, 0), Якуб Кохановский — 7 (6, 0, 1), Павел Заторский (л), Артур Шальпук — 12 (11, 0, 1), Мацей Музай — 5 (5, 0, 0), Бартломей Леманьский — 2 (1, 1, 0), Фабьян Джизга — 1 (0, 1, 0), Дамьян Шульц, Бартош Беднож — 1 (1, 0, 0). Очки — 97:83 (атака — 53:50, блок — 12:5, подача — 9:3, ошибки соперника — 23:25). Время матча — 1:56. Stade Pierre Mauroy. 5962 зрителя. Отчёт.                         | |
| № 17 (676) | 6 июля. Вильнёв-д’Аск. Россия — США — 3:0 (25:22, 25:21, 25:21). Лига наций. Финальный раунд                           |
| Россия: Дмитрий Ковалёв — 1 (0, 0, 1), Максим Михайлов — 16 (14, 1, 1), Дмитрий Волков — 11 (10, 1, 0), Егор Клюка — 11 (7, 2, 2), Артём Вольвич — 7 (6, 1, 0), Дмитрий Мусэрский — 2 (2, 0, 0), Александр Соколов (л), Алексей Кабешов (л), Илья Власов — 5 (4, 1, 0), Игорь Кобзарь, Виктор Полетаев — 1 (1, 0, 0), Антон Карпухов — 2 (2, 0, 0). США: Кавика Шоджи — 1 (0, 0, 1), Кайл Энсайн — 11 (10, 0, 1), Аарон Расселл — 13 (13, 0, 0), Тори Дефалько — 8 (7, 0, 1), Джеффри Джендрик — 9 (7, 1, 1), Дэниел Макдоннелл — 2 (2, 0, 0), Дастин Уоттен (л). Очки — 75:64 (атака — 46:39, блок — 6:1, подача — 4:4, ошибки соперника — 19:20). Время матча — 1:30. Stade Pierre Mauroy. 3870 зрителей. Отчёт. | |
| № 18 (677) | 7 июля. Вильнёв-д’Аск. Россия — Бразилия — 3:0 (25:17, 25:18, 25:14). Лига наций. Финальный раунд. 1/2 финала          |
| Россия: Дмитрий Ковалёв — 4 (2, 2, 0), Максим Михайлов — 12 (9, 2, 1), Дмитрий Волков — 11 (8, 1, 2), Егор Клюка — 10 (9, 0, 1), Артём Вольвич — 8 (5, 2, 1), Дмитрий Мусэрский — 10 (6, 3, 1), Алексей Кабешов (л). Бразилия: Бруно, Уоллес — 8 (8, 0, 0), Лукас Ло — 1 (1, 0, 0), Дуглас — 7 (7, 0, 0), Маурисио Соуза — 5 (1, 2, 2), Лукас — 6 (6, 0, 0), Талес (л), Уильям, Эвандро — 3 (3, 0, 0), Исак — 1 (0, 0, 1), Виктор — 2 (2, 0, 0), Эдер. Очки — 75:49 (атака — 39:28, блок — 10:2, подача — 6:3, ошибки соперника — 20:16). Время матча — 1:46. Stade Pierre Mauroy. 7400 зрителей. Отчёт. | |
| № 19 (678) | 8 июля. Вильнёв-д’Аск. Франция — Россия — 0:3 (22:25, 20:25, 23:25). Лига наций. Финальный раунд. Финал                |
| Франция: Бенжамен Тоньютти, Стефан Буайе — 7 (7, 0, 0), Кевин Тийи — 3 (3, 0, 0), Эрвин Нгапет — 16 (14, 1, 1), Кевин Ле Ру — 8 (4, 2, 2), Николя Ле Гофф — 4 (2, 2, 0), Женя Гребенников (л), Жюльен Линель, Антуан Бризар, Жан Патри — 3 (3, 0, 0), Тибо Россар — 5 (5, 0, 0). Россия: Дмитрий Ковалёв — 4 (2, 1, 1), Максим Михайлов — 19 (14, 2, 3), Дмитрий Волков — 9 (7, 2, 0), Егор Клюка — 10 (7, 2, 1), Артём Вольвич — 4 (2, 2, 0), Дмитрий Мусэрский — 12 (9, 2, 1), Алексей Кабешов (л), Виктор Полетаев, Игорь Кобзарь. Очки — 65:75 (атака — 38:41, блок — 5:11, подача — 3:6, ошибки соперника — 19:17). Время матча — 1:23. Stade Pierre Mauroy. 10 164 зрителя. Отчёт. | |
| № 20 (679) | 12 сентября. Бари. Австралия — Россия — 0:3 (21:25, 20:25, 16:25). Чемпионат мира. Первый групповой этап               |
| Австралия: Харрисон Пикок, Пол Кэрролл — 13 (12, 0, 1), Самуэль Уолкер — 9 (8, 0, 1), Люк Смит — 6 (6, 0, 0), Бо Грэм — 7 (5, 2, 0), Неемия Моут — 5 (3, 1, 1), Люк Перри (л), Макс Стейплс, Пол Сандерсон, Аршдип Досанж, Трэвис Пассье — 1 (1, 0, 0), Линкольн Уильямс. Россия: Александр Бутько — 3 (0, 1, 2), Максим Михайлов — 17 (15, 0, 2), Дмитрий Волков — 10 (7, 2, 1), Юрий Бережко — 7 (5, 1, 1), Артём Вольвич — 10 (6, 2, 2), Дмитрий Мусэрский — 11 (9, 2, 0), Алексей Вербов (л), Ильяс Куркаев. Очки — 57:75 (атака — 35:42, блок — 3:8, подача — 3:8, ошибки соперника — 16:17). Время матча — 1:19. Palaflorio. 2000 зрителей. Отчёт. | |
| № 21 (680) | 14 сентября. Бари. Россия — Тунис — 3:0 (25:19, 25:6, 25:19). Чемпионат мира. Первый групповой этап                    |
| Россия: Александр Бутько — 2 (1, 1, 0), Максим Михайлов — 11 (7, 2, 2), Дмитрий Волков — 7 (6, 1, 0), Егор Клюка — 10 (9, 1, 0), Артём Вольвич — 7 (4, 3, 0), Дмитрий Мусэрский — 2 (1, 0, 1), Алексей Вербов (л), Александр Соколов (л), Ильяс Куркаев — 7 (4, 2, 1), Сергей Гранкин, Юрий Бережко — 3 (3, 0, 0), Виктор Полетаев — 3 (2, 0, 1), Илья Власов, Алексей Родичев. Тунис: Халед Бен Слимен — 2 (0, 2, 0), Хамза Нагга — 9 (8, 0, 1), Мохамед Бен Отмен — 1 (1, 0, 0), Амен Хмисси — 7 (6, 1, 0), Набил Милади — 4 (3, 1, 0), Омар Агреби — 4 (4, 0, 0), Ануар Тауэрги (л), Мохамед Ридене (л), Маруан М’Рабет, Вассим Бен Тара — 1 (1, 0, 0), Эльес Карамосли — 1 (1, 0, 0), Али Бонгуи — 5 (5, 0, 0). Очки — 75:44 (атака — 37:29, блок — 10:4, подача — 5:1, ошибки соперника — 23:10). Время матча — 1:14. Palaflorio. 550 зрителей. Отчёт. | |
| № 22 (681) | 15 сентября. Бари. США — Россия — 3:1 (25:23, 20:25, 25:23, 25:20). Чемпионат мира. Первый групповой этап              |
| США: Мика Кристенсон — 4 (0, 2, 2), Мэттью Андерсон — 16 (13, 1, 2), Аарон Расселл — 17 (16, 1, 0), Тейлор Сандер — 13 (10, 1, 2), Максвелл Холт — 6 (4, 1, 1), Тейлор Аверилл — 2 (2, 0, 0), Эрик Шоджи (л), Дэвид Смит — 5 (4, 1, 0). Россия: Александр Бутько, Максим Михайлов — 13 (13, 0, 0), Дмитрий Волков — 12 (10, 2, 0), Егор Клюка — 13 (10, 1, 2), Артём Вольвич, Дмитрий Мусэрский — 13 (8, 3, 2), Алексей Вербов (л), Ильяс Куркаев — 6 (4, 2, 0), Виктор Полетаев — 1 (1, 0, 0), Юрий Бережко, Сергей Гранкин. Очки — 95:91 (атака — 49:46, блок — 7:8, подача — 7:4, ошибки соперника — 32:33). Время матча — 1:58. Palaflorio. 5000 зрителей. Отчёт. | |
| № 23 (682) | 17 сентября. Бари. Россия — Камерун — 3:0 (25:16, 30:28, 25:15). Чемпионат мира. Первый групповой этап                 |
| Россия: Александр Бутько, Максим Михайлов — 10 (6, 2, 2), Дмитрий Волков — 10 (7, 1, 2), Егор Клюка — 7 (4, 2, 1), Артём Вольвич — 3 (2, 0, 1), Дмитрий Мусэрский — 3 (2, 0, 1), Алексей Вербов (л), Александр Соколов (л), Сергей Гранкин — 2 (1, 1, 0), Ильяс Куркаев — 2 (2, 0, 0), Юрий Бережко — 3 (2, 1, 0), Виктор Полетаев — 13 (11, 1, 1), Илья Власов — 1 (0, 1, 0), Алексей Родичев. Камерун: Ахмед Авал, Артур Коди — 11 (11, 0, 0), Шарль Энго — 6 (6, 0, 0), Давид Фегуо — 9 (8, 1, 0), Бана Хассана — 3 (1, 2, 0), Сэм Долегомбаи — 9 (7, 1, 1), Янник Бикой-Би-Нкот (л), Ален Фосси Камто (л), Эрман Энгала. Очки — 80:59 (атака — 37:33, блок — 9:4, подача — 8:1, ошибки соперника — 26:21). Время матча — 1:24. Palaflorio. 450 зрителей. Отчёт.                                                                                         | |
| № 24 (683) | 18 сентября. Бари. Сербия — Россия — 3:2 (25:21, 24:26, 25:17, 22:25, 15:12). Чемпионат мира. Первый групповой этап    |
| Сербия: Никола Йовович, Александар Атанасиевич — 23 (19, 0, 4), Урош Ковачевич — 21 (18, 1, 2), Марко Ивович — 16 (10, 3, 3), Марко Подрашчанин — 5 (5, 0, 0), Сречко Лисинац — 11 (7, 0, 4), Никола Росич (л), Дражен Лубурич — 3 (3, 0, 0), Милан Катич — 2 (2, 0, 0), Петр Крсманович, Иван Костич. Россия: Сергей Гранкин, Максим Михайлов — 16 (14, 1, 1), Дмитрий Волков — 14 (11, 2, 1), Егор Клюка — 19 (17, 2, 0), Дмитрий Мусэрский — 15 (11, 1, 3), Ильяс Куркаев — 9 (6, 2, 1), Алексей Вербов (л), Виктор Полетаев — 3 (3, 0, 0), Александр Бутько — 1 (1, 0, 0), Юрий Бережко — 1 (0, 1, 0). Очки — 111:101 (атака — 64:63, блок — 4:9, подача — 13:6, ошибки соперника — 30:23). Время матча — 2:22. Palaflorio. 3400 зрителей. Отчёт. | |
| № 25 (684) | 21 сентября. Милан. Нидерланды — Россия — 0:3 (17:25, 16:25, 21:25). Чемпионат мира. Второй групповой этап             |
| Нидерланды: Дан ван Харлем — 3 (2, 0, 1), Нимир Абдель-Азиз — 9 (7, 0, 2), Мартен ван Гардерен — 2 (2, 0, 0), Тейс Тер Хорст — 13 (10, 3, 0), Тим Смит — 2 (2, 0, 0), Михаэль Паркинсон — 1 (1, 0, 0), Дирк Спариданс (л), Юст Дронкерс (л), Вессел Кеминк, Йерун Раувердинк — 1 (1, 0, 0), Ваутер Тер Мат — 4 (3, 1, 0), Яспер Дифенбах — 4 (4, 0, 0), Гейс Йорна, Томас Кулевейн. Россия: Сергей Гранкин — 1 (0, 0, 1), Максим Михайлов — 13 (9, 0, 4), Дмитрий Волков — 15 (9, 3, 3), Егор Клюка — 11 (9, 2, 0), Дмитрий Мусэрский — 1 (1, 0, 0), Ильяс Куркаев — 10 (7, 3, 0), Алексей Вербов (л), Артём Вольвич — 4 (4, 0, 0), Александр Бутько, Виктор Полетаев — 3 (2, 0, 1). Очки — 54:75 (атака — 32:41, блок — 4:8, подача — 3:9, ошибки соперника — 15:17). Время матча — 1:17. Forum di Assago. 5425 зрителей. Отчёт.                           | |
| № 26 (685) | 22 сентября. Милан. Россия — Италия — 3:2 (19:25, 25:18, 25:21, 19:25, 15:11). Чемпионат мира. Второй групповой этап   |
| Россия: Сергей Гранкин, Максим Михайлов — 18 (12, 3, 3), Дмитрий Волков — 12 (10, 1, 1), Егор Клюка — 10 (10, 0, 0), Дмитрий Мусэрский — 15 (9, 3, 3), Ильяс Куркаев — 6 (4, 2, 0), Алексей Вербов (л), Александр Бутько — 3 (1, 0, 2), Виктор Полетаев, Юрий Бережко, Артём Вольвич — 5 (3, 2, 0). Италия: Симоне Джаннелли — 3 (1, 0, 2), Иван Зайцев — 21 (20, 1, 0), Османи Хуанторена — 16 (14, 0, 2), Филиппо Ланца — 7 (7, 0, 0), Даниэле Маццоне — 7 (5, 0, 2), Симоне Анцани — 7 (6, 1, 0), Массимо Колачи (л), Габриэле Маруотти — 5 (2, 0, 3), Габриэле Нелли, Микеле Баранович. Очки — 103:100 (атака — 49:55, блок — 11:2, подача — 9:9, ошибки соперника — 34:34). Время матча — 2:18. Forum di Assago. 12 875 зрителей. Отчёт. | |
| № 27 (686) | 23 сентября. Милан. Россия — Финляндия — 3:0 (25:17, 25:19, 25:22). Чемпионат мира. Второй групповой этап              |
| Россия: Александр Бутько — 1 (0, 0, 1), Максим Михайлов — 6 (4, 1, 1), Юрий Бережко — 11 (9, 1, 1), Егор Клюка — 1 (1, 0, 0), Артём Вольвич — 9 (5, 3, 1), Ильяс Куркаев — 10 (3, 7, 0), Александр Соколов (л), Сергей Гранкин — 2 (2, 0, 0), Виктор Полетаев — 18 (14, 1, 3), Илья Власов — 1 (1, 0, 0), Алексей Родичев — 2 (2, 0, 0), Дмитрий Волков. Финляндия: Ээми Тервапортти — 2 (1, 0, 1), Урпо Сивула — 2 (2, 0, 0), Элвис Крастиньш — 6 (6, 0, 0), Сакари Мякинен, Томми Сиириля — 5 (3, 1, 1), Саули Синкконен — 9 (7, 0, 2), Никлас Брейлин (л), Самули Кайсласало — 12 (12, 0, 0), Нико Суйхконен, Антти Ронкайнен — 5 (5, 0, 0), Хенрик Поркка — 1 (1, 0, 0). Очки — 75:58 (атака — 41:37, блок — 13:1, подача — 7:4, ошибки соперника — 14:16). Время матча — 1:22. Forum di Assago. 9576 зрителей. Отчёт.                                  | |
| № 28 (687) | 26 сентября. Турин. Бразилия — Россия — 3:2 (20:25, 21:25, 25:22, 25:23, 15:12). Чемпионат мира. Третий групповой этап |
| Бразилия: Бруно — 1 (1, 0, 0), Уоллес — 21 (18, 1, 2), Липе — 15 (13, 2, 0), Дуглас — 13 (10, 2, 1), Маурисио Соуза — 1 (1, 0, 0), Лукас — 12 (10, 1, 1), Талес (л), Майке (л), Уильям — 2 (0, 0, 2), Эвандро — 3 (3, 0, 0), Исак, Каду, Лукас Ло. Россия: Александр Бутько — 2 (0, 2, 0), Максим Михайлов — 19 (15, 1, 3), Дмитрий Волков — 23 (19, 1, 3), Егор Клюка — 11 (9, 2, 0), Дмитрий Мусэрский — 17 (11, 6, 0), Ильяс Куркаев — 8 (6, 1, 1), Алексей Вербов (л), Сергей Гранкин, Виктор Полетаев — 1 (0, 1, 0), Юрий Бережко. Очки — 106:107 (атака — 56:60, блок — 6:14, подача — 6:7, ошибки соперника — 38:26). Время матча — 2:17. Pala Alpitur. 8950 зрителей. Отчёт. | |
| № 29 (688) | 27 сентября. Турин. США — Россия — 3:0 (25:22, 25:23, 25:23). Чемпионат мира. Третий групповой этап                    |
| США: Мика Кристенсон — 2 (0, 2, 0), Мэттью Андерсон — 9 (8, 0, 1), Аарон Расселл — 17 (15, 0, 2), Тейлор Сандер — 15 (13, 2, 0), Дэниел Макдоннелл — 5 (5, 0, 0), Максвелл Холт — 4 (2, 1, 1), Эрик Шоджи (л), Дэвид Смит — 5 (4, 1, 0). Россия: Сергей Гранкин — 1 (0, 1, 0), Максим Михайлов — 9 (7, 1, 1), Дмитрий Волков, Егор Клюка — 11 (9, 2, 0), Дмитрий Мусэрский — 12 (7, 4, 1), Ильяс Куркаев — 4 (3, 1, 0), Алексей Вербов (л), Александр Соколов, Александр Бутько, Виктор Полетаев — 7 (7, 0, 0), Артём Вольвич — 1 (1, 0, 0). Очки — 75:68 (атака — 47:34, блок — 6:9, подача — 4:2, ошибки соперника — 18:23). Время матча — 1:32. Pala Alpitur. 8250 зрителей. Отчёт. | |

## Неофициальные матчи
| Товарищеские матчи |
| 19 мая. Москва. Россия — Болгария — 3:0 (25:14, 27:25, 25:20), дополнительный сет — 22:25 Россия: Игорь Кобзарь — 5, Константин Бакун — 2, Дмитрий Волков — 11, Егор Клюка — 13, Илья Власов — 4, Дмитрий Мусэрский — 17, Александр Соколов (л), Роман Мартынюк (л), Антон Карпухов — 3, Александр Маркин — 3, Игорь Филиппов — 2, Романас Шкулявичус — 6, Инал Тавасиев — 3. Болгария: Георгий Братоев — 1, Боян Йорданов — 8, Тодор Скримов — 4, Розалин Пенчев — 1, Светослав Гоцев — 3, Виктор Йосифов — 9, Теодор Салпаров (л), Илья Петков — 6, Николай Учиков — 7, Георгий Сеганов — 3, Валентин Братоев — 7, Николай Пенчев — 4.                                   |
| 20 мая. Новогорск. Россия — Болгария — 3:2 (25:13, 20:25, 25:21, 29:31, 15:10) Россия: Игорь Кобзарь — 3, Константин Бакун — 6, Дмитрий Волков — 9, Антон Карпухов — 10, Илья Власов — 10, Дмитрий Мусэрский — 20, Александр Соколов (л), Роман Мартынюк (л), Александр Маркин — 7, Игорь Филиппов — 1, Романас Шкулявичус — 10, Инал Тавасиев — 1, Азизбек Исмаилов. Болгария: Георгий Братоев, Николай Учиков — 15, Тодор Скримов — 14, Розалин Пенчев — 16, Алекс Грозданов — 4, Виктор Йосифов — 10, Владислав Иванов (л), Светослав Гоцев — 5, Георгий Сеганов — 2, Валентин Братоев, Николай Пенчев.                                                                 |
| 15 августа. Варна. Болгария — Россия — 3:2 (23:25, 25:23, 21:25, 25:16, 15:7) Болгария: Георгий Сеганов — 1, Николай Учиков — 8, Тодор Скримов — 7, Валентин Братоев — 6, Николай Николов — 10, Виктор Йосифов — 6, Теодор Салпаров (л), Владислав Иванов (л), Мирослав Градинаров — 14, Добромир Димитров — 1, Розалин Пенчев — 4, Теодор Тодоров — 3, Николай Пенчев — 10, Алекс Грозданов — 12. Россия: Сергей Гранкин — 3, Виктор Полетаев — 8, Антон Карпухов — 13, Юрий Бережко — 5, Илья Власов — 9, Ильяс Куркаев — 11, Алексей Вербов (л), Алексей Кабешов (л), Алексей Родичев — 10, Кирилл Урсов — 1, Александр Бутько — 2, Игорь Филиппов, Николай Павлов — 4. |
| 16 августа. Варна. Болгария — Россия — 1:3 (23:25, 25:23, 22:25, 18:25) Болгария: Георгий Сеганов — 3, Мирослав Градинаров — 14, Николай Пенчев — 1, Валентин Братоев — 12, Алекс Грозданов — 2, Виктор Йосифов — 3, Владислав Иванов (л), Теодор Салпаров (л), Добромир Димитров — 1, Розалин Пенчев — 13, Николай Учиков — 9, Теодор Тодоров — 3. Россия: Сергей Гранкин — 2, Николай Павлов — 6, Антон Карпухов — 10, Юрий Бережко — 9, Илья Власов — 14, Ильяс Куркаев — 17, Алексей Вербов (л), Алексей Кабешов (л), Кирилл Урсов — 4, Александр Бутько — 2, Виктор Полетаев — 3, Игорь Филиппов.                                                                     |
| Мемориал Вагнера в Кракове |
| 24 августа. Россия — Франция — 3:1 (25:16, 23:25, 25:20, 26:24) Россия: Александр Бутько — 1, Максим Михайлов — 22, Дмитрий Волков — 10, Алексей Родичев — 4, Артём Вольвич — 5, Дмитрий Мусэрский — 10, Алексей Вербов (л), Илья Власов, Сергей Гранкин — 3, Виктор Полетаев, Дмитрий Ковалёв, Юрий Бережко — 5, Ильяс Куркаев — 6. Франция: Бенжамен Тоньютти, Жан Патри — 22, Эрвин Нгапет — 13, Тибо Россар — 6, Кевин Ле Ру — 4, Николя Ле Гофф — 6, Женя Гребенников (л), Антуан Бризар — 1, Жюльен Линель — 7, Кевин Тийи — 5, Дерил Бультор. |
| 25 августа. Россия — Канада — 3:2 (25:17, 25:22, 22:25, 21:25, 21:19) Россия: Дмитрий Ковалёв — 4, Максим Михайлов — 8, Дмитрий Волков — 15, Юрий Бережко — 11, Артём Вольвич — 12, Ильяс Куркаев — 14, Алексей Вербов (л), Александр Соколов (л), Илья Власов, Сергей Гранкин, Виктор Полетаев — 14, Александр Бутько, Алексей Родичев — 3. Канада: Джей Бланкено — 1, Райан Склейтер — 8, Николас Хоаг — 23, Эрик Леппки — 5, Артур Шварц — 4, Грэм Виграсс — 4, Стивен Маршалл (л), Лукас ван Беркель — 11, Джейсон Дерокко — 3, Шарон Вернон-Эванс — 20, Янсен Даниэль ван Дорн — 5.                                                                                   |
| 26 августа. Россия — Польша — 2:3 (25:21, 22:25, 26:24, 15:25, 10:15) Россия: Дмитрий Ковалёв, Максим Михайлов — 16, Дмитрий Волков — 15, Алексей Родичев — 11, Дмитрий Мусэрский — 4, Ильяс Куркаев — 10, Александр Соколов (л), Виктор Полетаев — 9, Александр Бутько — 2, Сергей Гранкин, Илья Власов — 6. Польша: Фабьян Джизга — 1, Давид Конарский — 7, Артур Шальпук — 24, Бартош Кволек — 8, Матеуш Бенек — 12, Пётр Новаковский — 9, Павел Заторский (л), Александр Сливка — 2, Дамьян Шульц — 17, Гжегож Ломач — 1, Михал Кубяк. |

## Игроки сборной в 2018 году
В официальных матчах сборной России в 2018 году принимали участие 23 волейболиста.
| Игрок              | Год рождения | Амплуа       | Клуб                            | Турниры и игры | Турниры и игры | Всего матчей | Очки              |
| Игрок              | Год рождения | Амплуа       | Клуб                            | ЛН             | ЧМ             | Всего матчей | Очки              |
| ------------------ | ------------ | ------------ | ------------------------------- | -------------- | -------------- | ------------ | ----------------- |
| Константин Бакун   | 1985         | диагональный | «Белогорье», «Локомотив»        | 8 (8)          |                | 8            | 91 (78, 6, 7)     |
| Юрий Бережко       | 1984         | доигровщик   | «Динамо» М                      |                | 8 (2)          | 8            | 25 (19, 4, 2)     |
| Александр Бутько   | 1986         | связующий    | «Зенит» Кз                      |                | 10 (6)         | 10           | 12 (3, 4, 5)      |
| Алексей Вербов     | 1982         | либеро       | «Зенит» Кз                      |                | 9              | 9            |                   |
| Илья Власов        | 1995         | блокирующий  | «Факел», «Динамо» М             | 16 (12)        | 3 (—)          | 19           | 103 (73, 29, 1)   |
| Дмитрий Волков     | 1995         | доигровщик   | «Факел»                         | 10 (8)         | 10 (9)         | 20           | 206 (158, 25, 23) |
| Артём Вольвич      | 1990         | блокирующий  | «Зенит» Кз                      | 4 (4)          | 8 (5)          | 12           | 66 (44, 15, 7)    |
| Сергей Гранкин     | 1985         | связующий    | «Динамо» М                      |                | 9 (4)          | 9            | 6 (3, 2, 1)       |
| Алексей Кабешов    | 1991         | либеро       | «Урал», «Нова»                  | 15             |                | 15           |                   |
| Антон Карпухов     | 1988         | доигровщик   | «Кузбасс»                       | 14 (11)        |                | 14           | 104 (76, 22, 6)   |
| Егор Клюка         | 1995         | доигровщик   | «Факел»                         | 19 (18)        | 9 (9)          | 28           | 317 (256, 40, 21) |
| Игорь Кобзарь      | 1991         | связующий    | «Кузбасс»                       | 18 (13)        |                | 18           | 22 (5, 11, 6)     |
| Дмитрий Ковалёв    | 1991         | связующий    | «Урал»                          | 13 (6)         |                | 13           | 25 (10, 10, 5)    |
| Ильяс Куркаев      | 1994         | блокирующий  | «Локомотив»                     |                | 10 (6)         | 10           | 62 (39, 20, 3)    |
| Александр Маркин   | 1990         | доигровщик   | «Динамо» М                      | 3 (—)          |                | 3            | 9 (7, 1, 1)       |
| Роман Мартынюк     | 1987         | либеро       | «Локомотив»                     | 2              |                | 2            |                   |
| Максим Михайлов    | 1988         | диагональный | «Зенит» Кз                      | 4 (4)          | 10 (10)        | 14           | 195 (155, 16, 24) |
| Дмитрий Мусэрский  | 1988         | блокирующий  | «Белогорье», «Сантори Санбёрдз» | 17 (16)        | 9 (9)          | 26           | 311 (232, 51, 28) |
| Виктор Полетаев    | 1995         | диагональный | «Кузбасс»                       | 6 (2)          | 9 (—)          | 15           | 75 (61, 5, 9)     |
| Алексей Родичев    | 1988         | доигровщик   | «Локомотив»                     |                | 3 (—)          | 3            | 2 (2, 0, 0)       |
| Александр Соколов  | 1982         | либеро       | «Ярославич»                     | 10             | 4              | 14           |                   |
| Игорь Филиппов     | 1991         | блокирующий  | «Урал»                          | 14 (6)         |                | 14           | 30 (14, 8, 8)     |
| Романас Шкулявичус | 1992         | диагональный | «Нова»                          | 9 (5)          |                | 9            | 61 (46, 12, 3)    |